# Anàlisi termogravimètrica

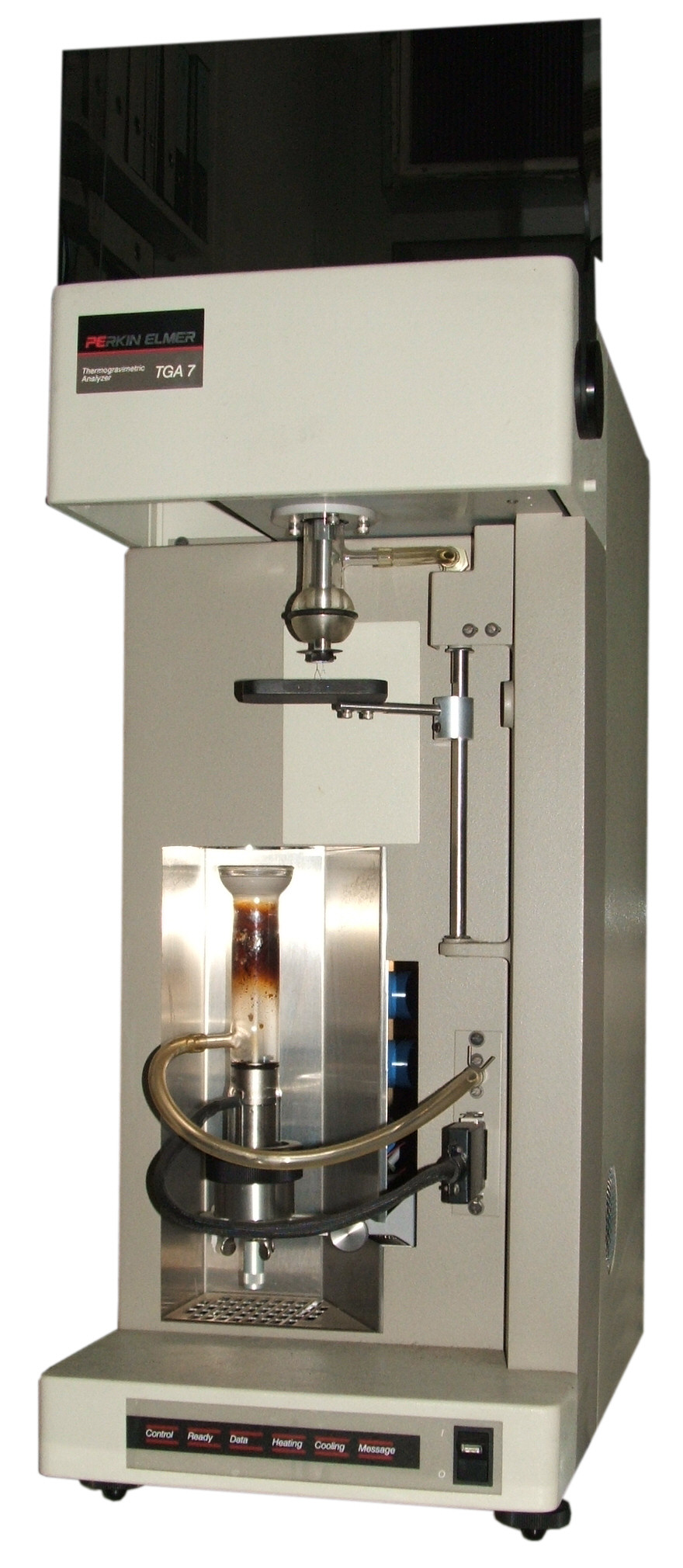
Un sistema TGA típic

L'anàlisi termogravimètrica (sigles en anglès:TGA) és un tipus d'anàlisi gravimètrica que es fa servir en mostres que determinen canvis en el pes en relació amb els canvis en la temperatura. Aquestes anàlisis es basen en un alt grau de precisió en tres mesures: pes, temperatura, i canvi de la temperatura. Les corbes de pèrdua de pes que s'obtenen requereixen una transformació abans d'interpretar-ne el resultat.
La tècnica TGA es fa servir de manera comuna en la recerca i proves per determinar les característiques de materials com els polímers,determinar temperatures de degradació, humitat absorbida pels materials, nivell de components orgànics i inorgànics, punts de descomposició dels explosius, i residus de solvents. També s'usa per estimar la cinètica de la corrosió en oxidació a alta temperatura.

## Equip

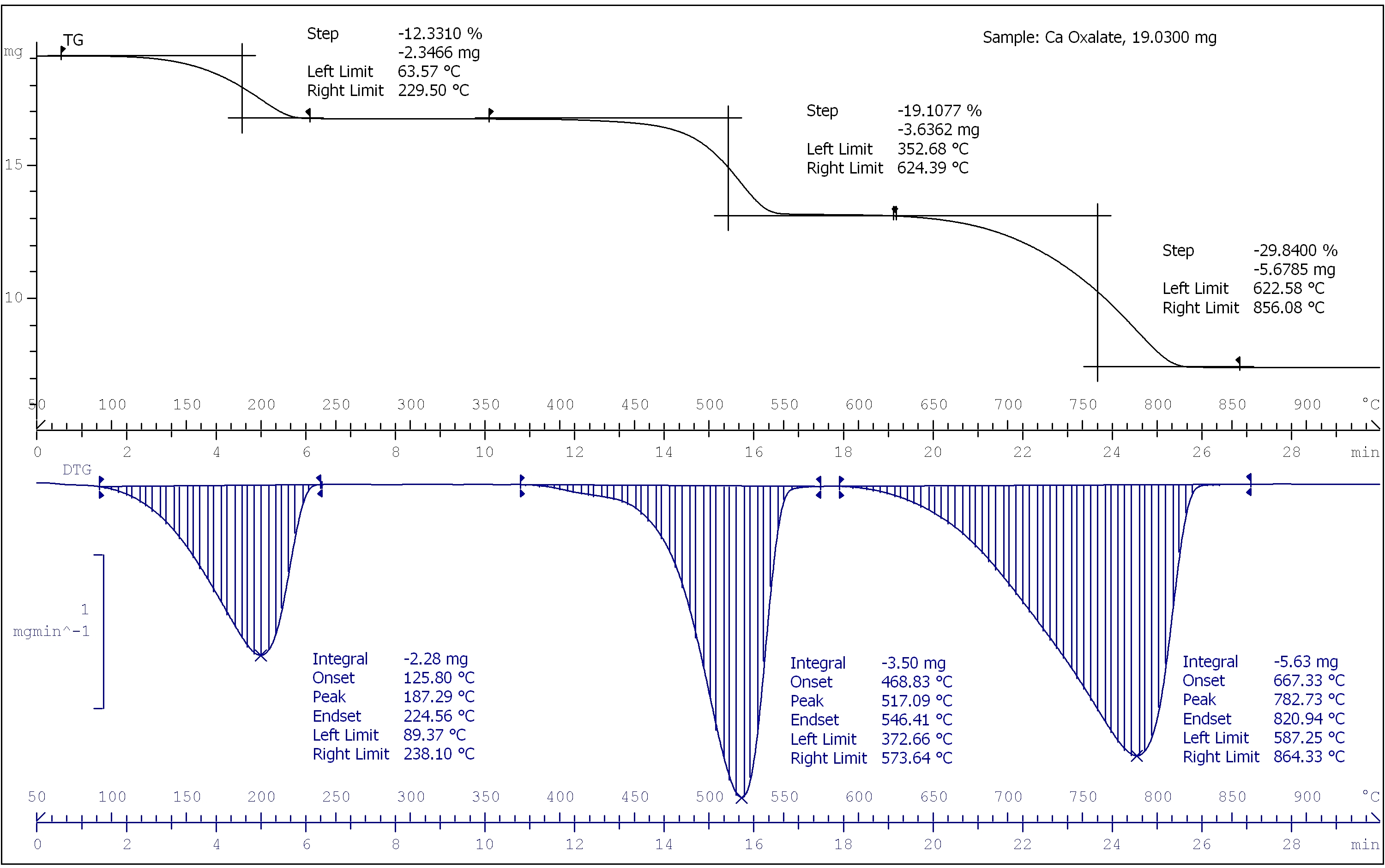
Termograma de l'oxalat de calci

Normalment cal una balança de gran precisió pesada amb platí. La mostra es posa en un forn elèctric amb un termopar. L'atmosfera s'omple de gas inert per evitar l'oxidació i altres reaccions no desitjades. Es fa servir un ordinador per controlar l'instrument.

## Metodologia
L'anàlisi es fa elevant la temperatura de la mostra (fins a 1.000 °C o més) gradualment i anotant el canvi de pes. Després d'obtenir les dades, s'elabora una corba i els seus punts d'inflexió.